# Raïon de Rouzaïevo
Le raïon de Rouzaïevo (en russe : Руза́евский райо́н, en erzya : Рузайбуе, Ruzajbuje, en moksha : Орозаень аймак, Orozajeń ajmak) est un raïon de la république de Mordovie, en Russie.

## Géographie
D'une superficie de 1 089,5 km2, le raïon de Rouzaïevo est situé au centre et au sud de la république de Mordovie.
Son centre administratif est la ville de Rouzaïevka.
Il est bordé par le raïon de Staroie Chaïgovo et le raïon de Liambir au nord, le territoire de la ville de Saransk et le raïon de Kotchkourovo à l'est, l'oblast de Penza au sud et avec le raïon de Kadochkino et le raïon d'Insar à l'ouest

## Démographie
La population du raïon de Rouzaïevo a évolué comme suit:
| 1970   | 1979   | 1989   | 2002   | 2009   |
| ------ | ------ | ------ | ------ | ------ |
| 72 419 | 72 265 | 70 628 | 68 881 | 66 053 |

| 2011   | 2015   | 2020   | - | - |
| ------ | ------ | ------ | - | - |
| 66 264 | 64 888 | 61 543 | - | - |

## Galerie

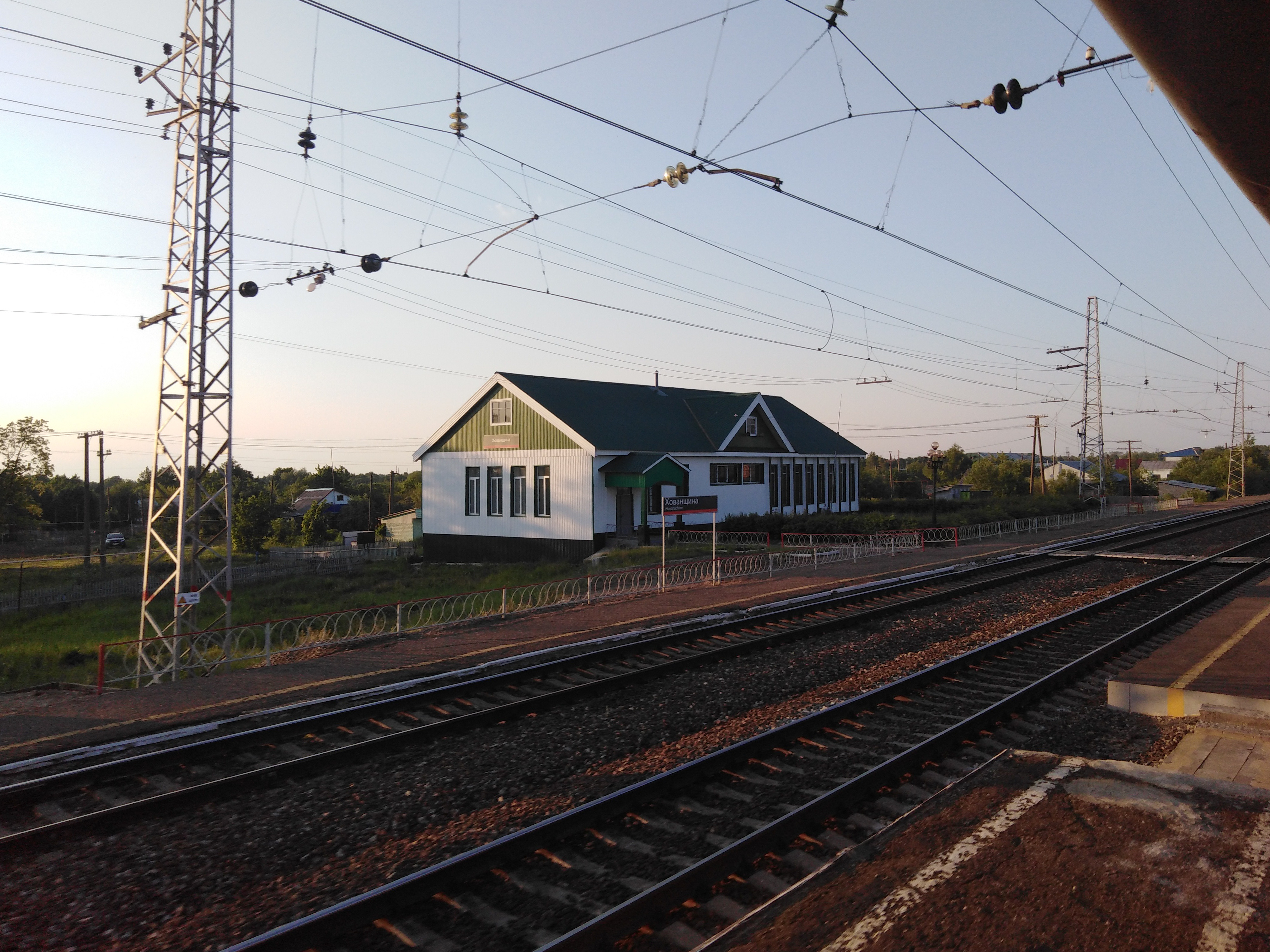
Gare de Khovanshchina.
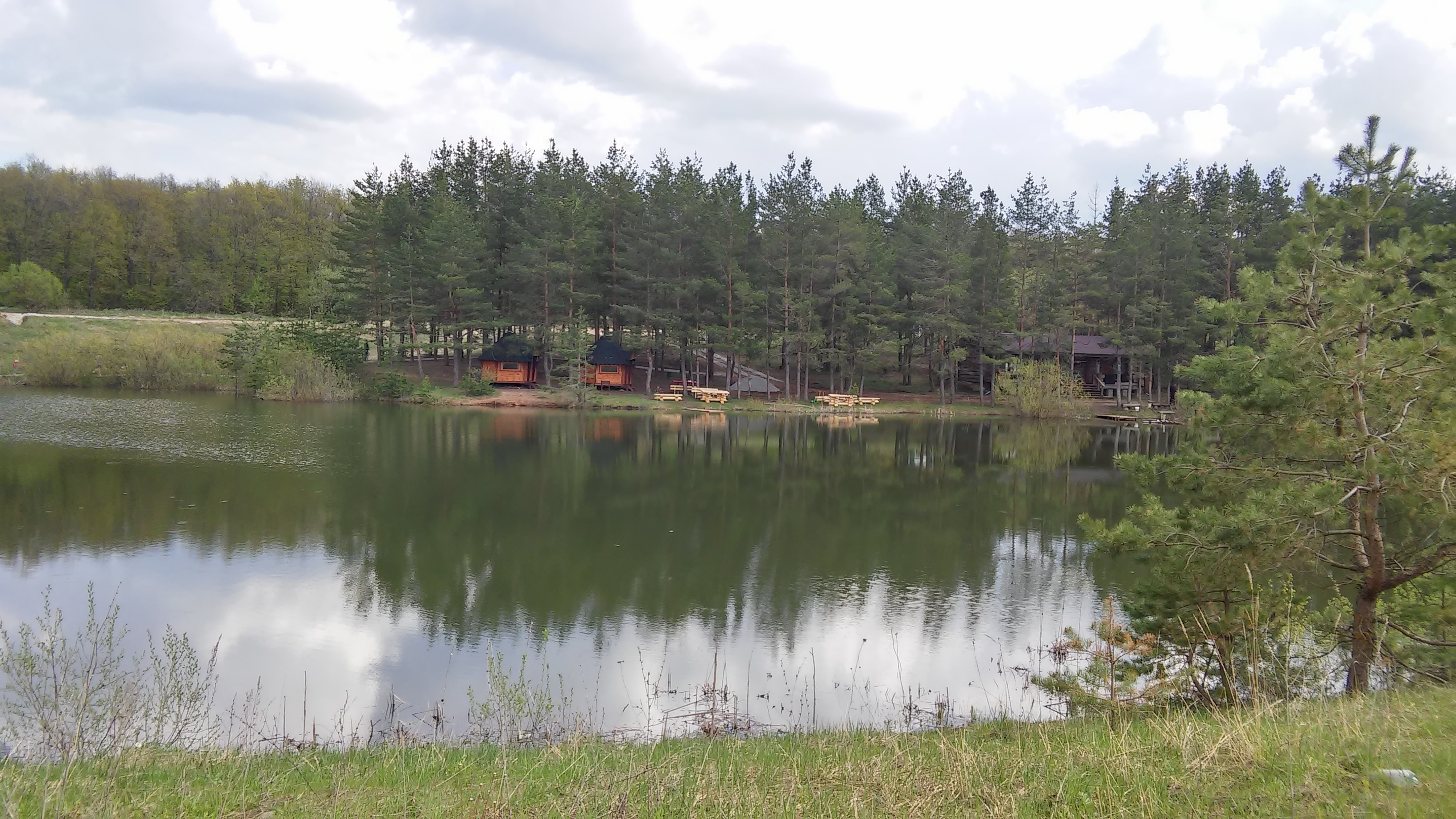
Paysage.